# Malé Ludince
Malé Ludince este o comună slovacă, aflată în districtul Levice din regiunea Nitra. Localitatea se află la altitudinea de 132 m deasupra n.m., se întinde pe o suprafață de 6,8 km2 și în 2017 număra 166 de locuitori.

## Istoric
Localitatea Malé Ludince este atestată documentar din 1293.

## Demografie
| An:                | 1994 | 2004   | 2014    | 2024   |
| ------------------ | ---- | ------ | ------- | ------ |
| Număr de persoane: | 217  | 203    | 180     | 170    |
| Diferență:         |      | −6,45% | −11,33% | −5,55% |

| An:                | 2023 | 2024   |
| ------------------ | ---- | ------ |
| Număr de persoane: | 169  | 170    |
| Diferență:         |      | +0,59% |